# Serie A1 2013-2014 (hockey su prato maschile)
Il campionato di Serie A1 2013-2014 è il 77º campionato italiano di hockey su prato. 
A qualificarsi per l'Euroleague è stata la squadra che ha vinto il campionato, ovvero l'Bra.

## Classifica
|  | Pos. | Squadra        | Pt | G  | V  | N | P  | GF | GS | DR  |
|  | ---- | -------------- | -- | -- | -- | - | -- | -- | -- | --- |
|  | 1.   | Bra            | 47 | 18 | 15 | 2 | 1  | 66 | 34 | +32 |
|  | 2.   | Amsicora       | 36 | 18 | 11 | 3 | 4  | 57 | 34 | +23 |
|  | 3.   | Suelli         | 28 | 18 | 7  | 7 | 2  | 53 | 41 | +12 |
|  | 4.   | Roma           | 25 | 18 | 7  | 4 | 7  | 38 | 33 | +5  |
|  | 5.   | CUS Cagliari   | 23 | 18 | 5  | 8 | 5  | 44 | 45 | -1  |
|  | 6.   | Tevere Eur     | 21 | 18 | 5  | 6 | 7  | 38 | 44 | -6  |
|  | 7.   | Ferrini        | 19 | 18 | 4  | 7 | 7  | 56 | 52 | +4  |
|  | 8.   | Bonomi         | 18 | 18 | 6  | 0 | 12 | 39 | 55 | -16 |
|  | 9.   | Butterfly Roma | 14 | 18 | 2  | 8 | 8  | 40 | 54 | -14 |
|  | 10.  | Valverde       | 14 | 18 | 3  | 5 | 10 | 27 | 66 | -39 |

Legenda:

      Qualificate ai play-off scudetto
      Retrocesse in Serie A2 2014-2015

## Play off scudetto

### Semifinali
| Squadra 1 | Squadra 2 | Risultato           |
| --------- | --------- | ------------------- |
| Bra       | Roma      | Bra, 24 maggio 2014 |
| Bra       | Roma      | 4 - 3               |
| Amsicora  | Suelli    | Bra, 24 maggio 2014 |
| Amsicora  | Suelli    | 8 - 5               |

### Finale 3º/4º posto
| Squadra 1 | Squadra 2 | Risultato           |
| --------- | --------- | ------------------- |
| Roma      | Suelli    | Bra, 25 maggio 2014 |
| Roma      | Suelli    | 9 - 0               |

### Finale 1º/2º posto
| Squadra 1 | Squadra 2 | Risultato           |
| --------- | --------- | ------------------- |
| Bra       | Amsicora  | Bra, 25 maggio 2014 |
| Bra       | Amsicora  | 2 - 1               |

## Verdetti
- HC Bra: campione d'Italia.